# Deutschkreutz
Deutschkreutz (in croato Kerestur, in ungherese: Sopronkeresztúr) è un comune austriaco di 3 102 abitanti nel distretto di Oberpullendorf, in Burgenland; ha lo status di comune mercato (Marktgemeinde).